# Rubus erinulus
Rubus erinulus är en rosväxtart som beskrevs av Abraham van de Beek. Rubus erinulus ingår i släktet rubusar, och familjen rosväxter. Inga underarter finns listade i Catalogue of Life.